# Arkæologisk kultur
 Denne artikel bør gennemlæses af en person med fagkendskab for at sikre den faglige korrekthed.
    Oversigten med de arkæologiske kulturer er fra den svenske 'Arkeologisk kultur' og bør kontrolleres for de sædvanlige danske betegnelser og andre mangler. Se Diskussion:Arkæologisk kultur

Arkæologisk kultur er et begreb lånt fra det etnografiske kulturbegreb og anvender dets grupper til at beskrive et forhistorisk samfunds overordnede indretning. I arkæologisk sammenhæng anvendes kultur en levevis i tid og udbredelse: Hellenistisk kultur, Kurgankulturen eller Ertebøllekulturen.
Den arkæologiske kulturbetegnelse har rod i den moderne arkæologi fra omkring midten af 1800-tallet, hvor man begyndte at danne sig billedet af fortidens levevis på grundlag af jordfund af genstande, beboelser, grave og knogler. Nu kunne man knytte en betegnelse til nye fund. 

## Den første skelnen
Den første arkæologiske skelnen blev indført af Christian Jürgensen Thomsen (†1865), der opdelte genstande efter deres materiale i stenalder, bronzealder og jernalder. Snart viste det sig, at denne opdeling ikke var tilstrækkelig for at skelne mellem forskellige udformninger, og behovet for yderligere inddelinger blev snart klart. En af de tidligste underinddelinger var i "den uslebne stenalder" (nu jægerstenalderen) og "den slebne stenalder" (nu bondestenalderen). 
I begyndelsen var antallet legio, og flere  anvendtes side om side om samme kultur. Eksempelvis anvendes betegnelserne stridsøksekultur og enkeltgravskultur endnu i dag om samme kulturform. Nogle gange skelnede man mellem et ældre og et yngre kulturtrin (således endnu i dag skelnes mellem [[bronzealder|ældre bronzealder]] og [[bronzealder|yngre bronzealder]]). Med tiden gik man dog over til at så vidt muligt bruge stedbetegnelser for at beskrive de forskellige materielle kulturer.

## Kendetegn
Kendetegnende for arkæologiske kulturer er forekomsten af materielle ledetyper, det vil sige særegne og let genkendelige udformninger af redskaber, begravelsesformer eller lignende. Kendetegn er forekomsten af udformninger af redskaber, begravelsesformer eller lignende. De tidligere anvendte arkæologiske benævnelser som "tragtbægerkultur", "dolktid" og "stridsøksekultur" henviste således til henholdsvis lerkar og våben med karakteristiske former. Benævnelser som "enkeltgravskultur" og "hellekistetid" henviste til særegne gravformer.
Til trods for at denne inddeling blev udviklet i det 19. århundrede, var det først i begyndelsen af det 20. århundrede, at arkæologerne begyndte at formulere den. Det er i første række den australske arkæolog Vere Gordon Child, der konstaterede, at visse våben, smykker, fartøjer, begravelsesritualer og bygningsformer blev genfundet i samme sammensætning og kunne berettige betegnelsen kultur, om den levevis og befolkning der havde frembragt dem.
Det fik den tyske arkæolog Gustaf Kossinna (1858-1931) til at opstille en entydig forbindelse mellem en kulturprovins, en etnisk gruppe og en sproglig enhed. Skønt det kan være rigtigt, er det vigtigt at være opmærksom på de forbindelser, der kan være med andre kultursamfund. De kan gøre, at redskabstyper, byggeskik eller begravelsesmåde spredes som handelsvarer, gaver, medgift, krigsbytte eller inspiration. 

## Kulturskift eller kulturel evolution
Et andet område med ny holdning er, når nye kulturer afløser gamle. Tidligere mente man, at kulturskifter måtte forklares ved indvandringer, hvor den tidligere kultur eller livsform blev fortrængt eller undertrykt. I nyere tid forklares sådanne kulturskifter ved, at nye ideer eller teknikker har spredt sig fra et samfund til et andet og formoder, at egentlige folkevandringer har været få, små og ubetydelige. Endnu i dag er der mange kulturskift, hvor arkæologerne ikke kan blive enige om betydningen af folkevandringer. Blandt de mest omstridte emner er spørgsmålet, om stridsøksefolkets eller enkeltgravskulturens indvandring kom til Vesteuropa fra sletterne nord for Sortehavet.
Et andet nyt træk i arkæologien er, at man i mindre grad bruger udtrykket "kultur" og hellere taler om teknokomplekser (engelsk: "Techno-Complex", en forkortelse for 'Technology-Complexes') for at understrege, at man alene betegner genstandskulturen.

## Arkæologiske kulturer i Nordeuropa
| Kultur                                   | Fra    | Til (+/- for e.Kr./f.Kr.) | Udbredelse                                                                    |
| ---------------------------------------- | ------ | ------------------------- | ----------------------------------------------------------------------------- |
| Hamburgkulturen                          | -15000 | -12000                    | Nordlige Tyskland og sydlige Danmark                                          |
| Brommekulturen                           | -12000 | -9000                     | Danmark                                                                       |
| Federmesserkulturen                      | -12000 | -11400                    | Nordeuropa                                                                    |
| Ahrensburgkulturen                       | -11000 | -8000                     | Tyskland, Nederlanderne, Belgien                                              |
| Ŝwidrykulturen                           | -10000 | -4500                     | Polen                                                                         |
| Hensbackakulturen                        | -10000 | -8000                     | Mellemste og sydlige Norge                                                    |
| Maglemosekulturen                        | -9500  | -6000                     | Danmark, Skåne, Tyskland, Polen                                               |
| Fosnakulturen                            | -8000  | -5000                     | Sydlige Norge                                                                 |
| Lyngbykulturen                           |        |                           | Danmark                                                                       |
| Sandarnakulturen                         | -8000  | -6000                     | Vestre Sverige                                                                |
| Kundakulturen                            | -8000  | -6000                     | Estland, Letland og nordlige Litauen                                          |
| Maglemosekulturen                        | -7500  | -6000                     | Danmark, Skåne                                                                |
| Komsakulturen                            | -7000  | -3500                     | Nordnorge                                                                     |
| Askolakulturen                           | -7300  | -6500                     | Finland                                                                       |
| Nemunaskulturen                          | -7000  | -4000                     | Nordlige Polen, sydlige Litauen, østlige Hviderusland, og Kaliningrad Oblast. |
| Nöstvetkulturen                          | -6500  | -3000                     | Sydlige Norge                                                                 |
| Lihultkulturen                           | -6000  | -4200                     | Vestsverige                                                                   |
| Suomusjärvikulturen                      | -6500  | -4200                     | Sydlige Finland                                                               |
| Kongemosekulturen                        | -6000  | -5200                     | Danmark, Skåne                                                                |
| Ertebøllekulturen                        | -5200  | -4000                     | Danmark, Skåne                                                                |
| Båndkeramiske kultur                     | -5000  | -4000                     | Centraleuropa                                                                 |
| Tragtbægerkulturen                       | -4500  | -2600                     | Mellem Nederlandene og Polen, sydlige og mellemste Sverige og Norge           |
| Kamkeramiske kultur                      | -4200  | -2000                     | Nordøsteuropa                                                                 |
| Grubekeramisk kultur                     | -3200  | -2300                     | Østlige og sydlige Sverige, Danmark                                           |
| Klokkebægerkulturen                      | -3200  | -2600                     | Vesteuropa                                                                    |
| Skifferkulturerne                        | -3000  | -1                        | Nordlige Skandinavien                                                         |
| Enkeltgravskultur                        | -3000  | -1                        | Centraleuropa, Nordeuropa og Rusland                                          |
| Nordisk stridsøksekultur (bådøksekultur) | -3000  | -1800                     | Sydlige Sverige og Norge                                                      |
| Kiukaiskulturen                          | -2000  | -1500                     | Sydvestre Finland                                                             |
| Oksywiekulturen                          | -200   | 100                       | Pommern                                                                       |
| Jastorfkulturen                          | -500   | -1                        | Nordlige Tyskland og sydlige Danmark                                          |